# Césinha
Carlos César dos Santos (* 12. März 1980 in São Paulo), genannt Césinha, ist ein brasilianischer ehemaliger Fußballspieler. Der Rechtsaußen verbrachte fast seine gesamte Karriere in Europa.

## Karriere
Césinha kam im Jahr 2004 nach Europa zu Sporting Braga in die portugiesische SuperLiga. Dort konnte er dreimal einen vierten Platz hinter den großen Drei des portugiesischen Fußballs, FC Porto, Benfica und Sporting Lissabon, erreichen. Im Jahr 2007 wechselte er nach Rumänien zu Rapid Bukarest. Mit Rapid platzierte er sich in den folgenden vier Jahren im Vorderfeld der Liga 1 und konnte sich zweimal für die Europa League qualifizieren. Im Sommer 2011 verließ er den Klub zu AE Larisa, das in der zweiten griechischen Liga, der Football League, spielte. Anfang 2012 zog es ihn zum Moreirense FC in die zweite portugiesische Liga. Dort schaffte er mit seinem Team den Aufstieg 2012. Ende Oktober 2012 verließ er den Klub und wechselte zu Petrolul Ploiești nach Rumänien. Dort wurde sein Vertrag Ende 2012 aufgelöst. Er war ein halbes Jahr ohne Verein, ehe ihn Ermis Aradippou aus Zypern verpflichtete. Mit dem Aufsteiger erreichte er in der Saison 2013/14 die Meisterrunde und qualifizierte sich für die Europa League. Anschließend kehrte er nach Brasilien zurück. Seit Anfang 2015 spielte er in unteren portugiesischen Ligen.

## Erfolge
- Aufstieg in die erste portugiesische Liga: 2012